# Kyllaj

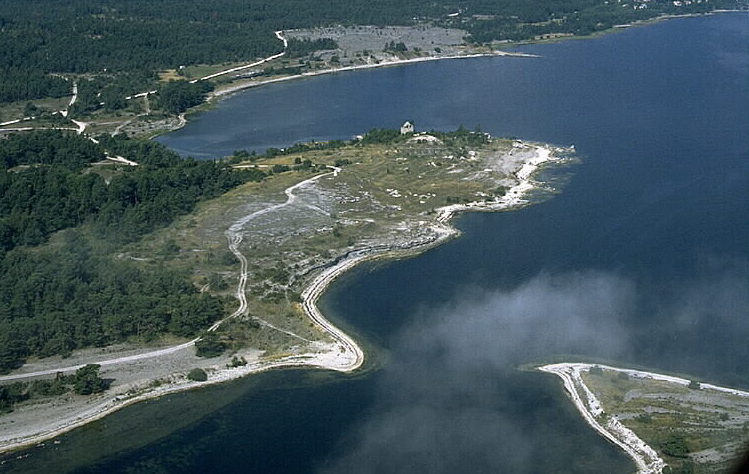
Kyllaj

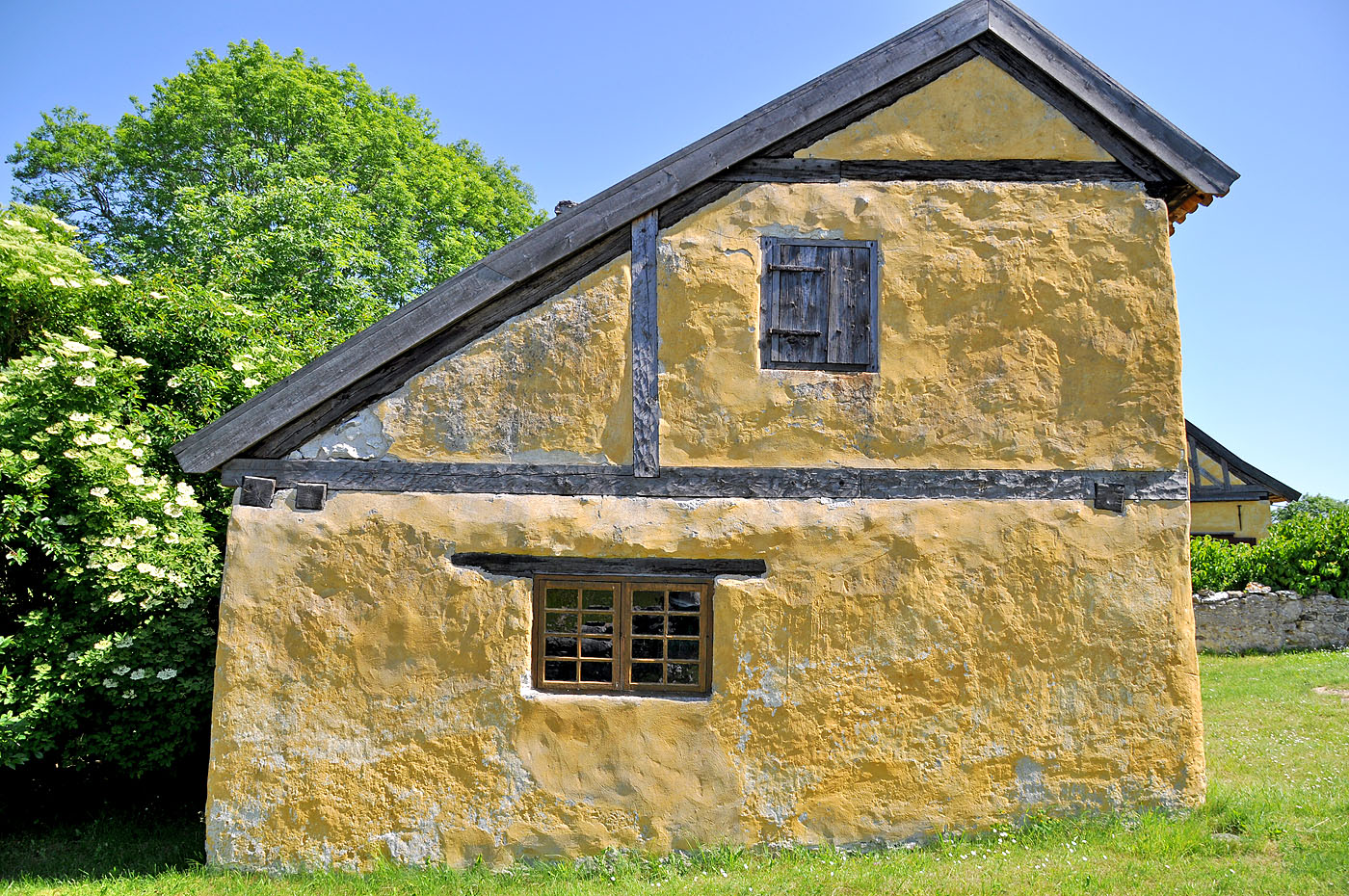
Branntweinbrennerei mit Knechtskammer

Kyllaj ist ein Dorf und ein Hafen im Kirchspiel (schwedisch Socken) Hellvi auf der schwedischen Insel Gotland.

## Lage
Kyllaj liegt an der Ostküste, 41 km nordöstlich von Visby, 10 km nordöstlich von Slite, 10 km östlich von Lärbro und 14 km südlich von Fårösund.

## Hafen
Bei dem 90 Meter langen Kai mit 2,5 m Wassertiefe befand sich früher eine Lotsenstation.
Hier befindet sich der ehemalige Museumshof strandridaregården Kyllaj (deutsch Strandritterhof Kyllaj), der seit 2014 wieder in Privatbesitz ist und vorher als Außenstelle zum Freilichtmuseum Bunge gehörte.
Der gut erhaltene strandridaregården aus dem 18. Jahrhundert bestand ursprünglich aus sieben Gebäuden. Heute ist davon nur noch das zu Anfang des 18. Jahrhunderts errichtete Wohnhaus erhalten, mit vollständiger Einrichtung, Branntweinbrennerei, Knechtkammer und einer Zollstation. Im 18. Jahrhundert kam der Rennfähnrich Johan Ahlbom als strandridare nach Kyllaj. Er war in dieser Funktion, die in etwa der eines Strandvogts entsprach, für die Zollkontrolle und die Küstenüberwachung verantwortlich. Später heiratete er, kaufte den Hof und begann mit der Kalkverarbeitung.
Im Anschluss an den Hof finden sich ein Kalkofen und ein Hafen für die Verschiffung.
Carl von Linné übernachtete während seines Besuchs auf Gotland im Jahr 1741 im strandridaregården.

## Fischerstelle
In Kyllaj befindet sich eine Fischerstelle (schwedisch fiskeläge).

## Naturreservat

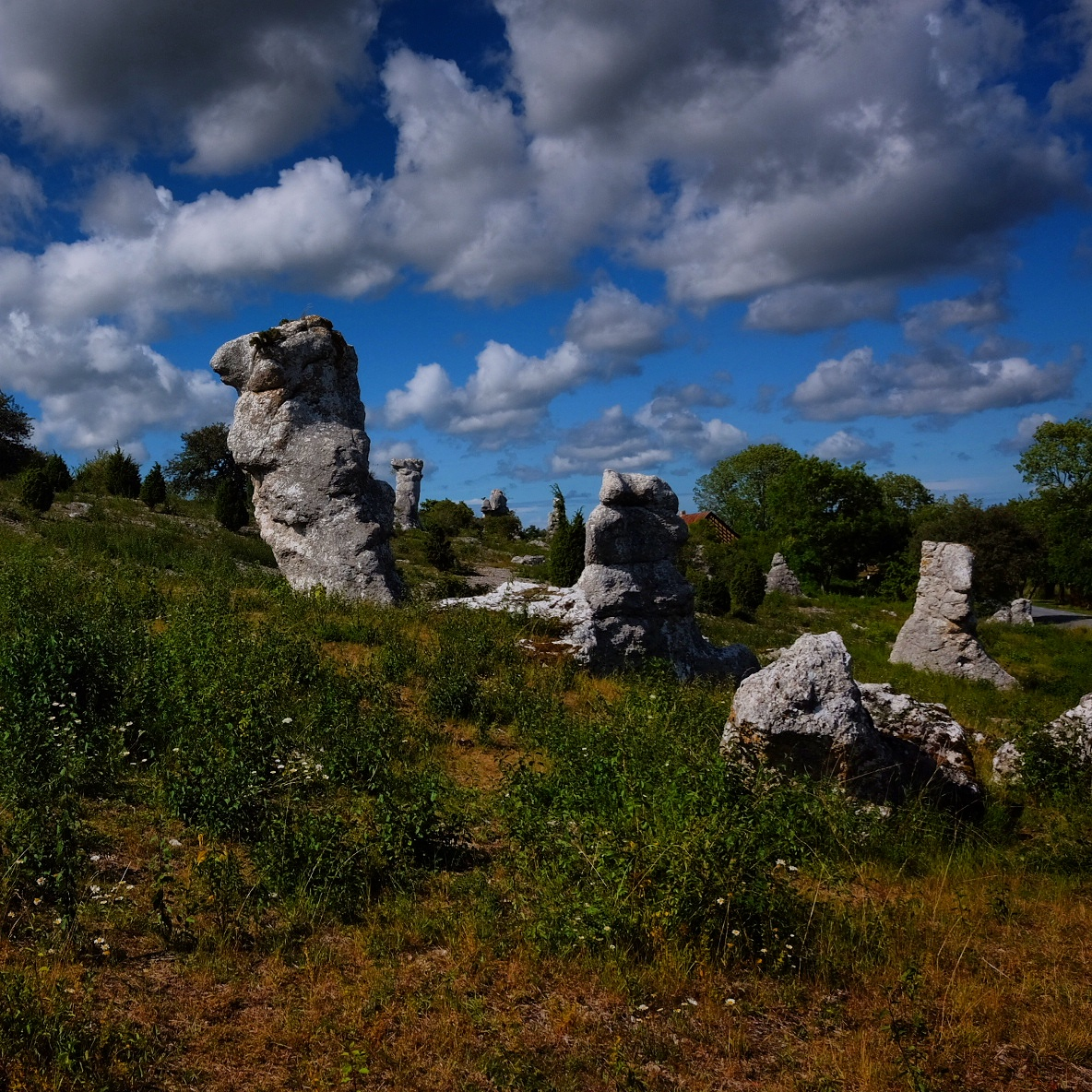
Raukgebiet

Das nicht direkt an der Küste liegende Raukgebiet südlich dem strandridaregården ist ein Naturreservat und gehört zum EU-Netzwerk Natura 2000.
Der Hafen von Kyllaj ist aus botanischer Sicht bekannt für das Vorkommen seltener Arten, die wahrscheinlich durch die Seefahrt eingeschleppt worden sind. Bei der Kalkverladung nördlich des Hafens und bei den südlich des Hafens gelegenen Schuppen  wächst Frühlings-Braunwurz (scrophularia vernalis L.).
Hier trifft man sogar Einjähriges Bingelkraut (mercurialis annua L.) an, das zuerst 1878 auf Abraumhalden wachsend gefunden wurde und sich nun in der Umgebung verbreitet hat.
Etwa dreihundert Meter nordwestlich des Strandridargården befindet sich eine alte Kiesgrube, wo man den seltenen Trauben-Gamander (teucrium botrys L.) findet, der zum ersten Mal 1945 gesichtet worden ist, damals noch als neue Art in Schweden.